# Siesartis (jezero)
Jezero Siesartis, jedno z větších jezer v Litvě, v okrese Molėtai, v povodí řek Němen, Neris, Šventoji, Siesartis, asi 5 km na východ od okresního města Molėtai, v chráněné karajinné oblasti Labanoro regioninis parkas, je ledovcového rinového (tvořeno valem) původu. Je poměrně členité, s množstvím hluboko zaříznutých zálivů a podlouhlých poloostrovů a celkem 6 ostrovy. Celkově je protáhlé ve směru východo-západním. Dno jezera má složitý reliéf, je zde mnoho příkopovitých prohlubní, přecházejících v mělčiny. Prostřednictvím spojky Kamužė je propojeno (přes jezírko Kamužėlis) s jezerem Baltieji Lakajai. Na ostrovech v jezeře je táboření zakázáno. Táboření je povoleno pouze na břehu jezera.

## Fauna
V jezeře se vyskytují:
- cejni
- plotice
- perlíni
- štiky
- okouni
- Cejnek malý
- karasi
- líni
- oukleje
- ježdíci
- síh malý
- koruška evropská (Osmerus)
- sumci

Rybářské lístky lze získat na adrese Molėtai, Amatų g. 3.